# Perxe del carrer del Mig
El Perxe del carrer del Mig és una obra de Cabassers (Priorat) inclosa a l'Inventari del Patrimoni Arquitectònic de Catalunya.

## Descripció
Es tracta d'un arc apuntat que suporta una casa, Can Vall, sobre el carrer del Mig. L'arc és constituït per dovelles de pedra blanca i d'un gruix de 50 cm.

## Història
Construït cap a les darreries de l'Edat Mitjana, aquesta arcada difereix tipològicament de les de la plaça i del carrer Major, més arcaiques, semblants a les existents a d'altres pobles del Priorat.